# Patrulla Fronteriza de los Estados Unidos
La Patrulla Fronteriza de los Estados Unidos (en inglés: United States Border Patrol o U.S. Border Patrol;  acrónimo: USBP) es una rama del Departamento de Seguridad Nacional de los Estados Unidos, cuya misión prioritaria consiste en impedir que los migrantes irregulares, las drogas o los terroristas y sus armas, incluidas las armas de destrucción masiva, entren a Estados Unidos[cita requerida]. 

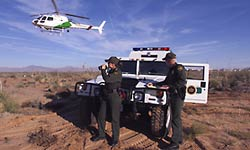
Oficiales de la Patrulla Fronteriza patrullan en un Hummer y un Astar una entrada ilegal a Estados Unidos.

## Misión
La misión prioritaria de la Patrulla Fronteriza es impedir que los terroristas y armas terroristas, incluidas las armas de destrucción masiva, entren a los Estados Unidos. Sin dejarse intimidar por el calor abrasador del desierto o la congelación de los inviernos del norte, los agentes de la Patrulla Fronteriza estadounidense trabajan sin descanso como protectores vigilantes de las fronteras estadounidenses. 
Mientras que la Patrulla Fronteriza ha cambiado de manera muy notoria desde sus inicios hace más de 86 años, continúa sin cambios la misión primaria:
- Detectar y prevenir la entrada ilegal de extranjeros en los Estados Unidos. Junto con otros oficiales de la ley, las fronteras de la Patrulla Fronteriza ayuda a mantener este trabajo.

- Facilitar el flujo de la inmigración legal y de los bienes al tiempo que evita el tráfico ilegal de personas y el contrabando. La Patrulla Fronteriza es específicamente responsable de patrullar cerca de 9.600 kilómetros de las fronteras terrestres internacionales de México y Canadá y más de 3.200 kilómetros de las aguas costeras que rodean la península de la Florida y la isla de Puerto Rico. Los agentes trabajan día y noche en las tareas, en todo tipo de condiciones climáticas y del terreno. También muchos agentes trabajan en las comunidades aisladas en todo Estados Unidos.

## Personal

Bandera de la patrulla fronteriza

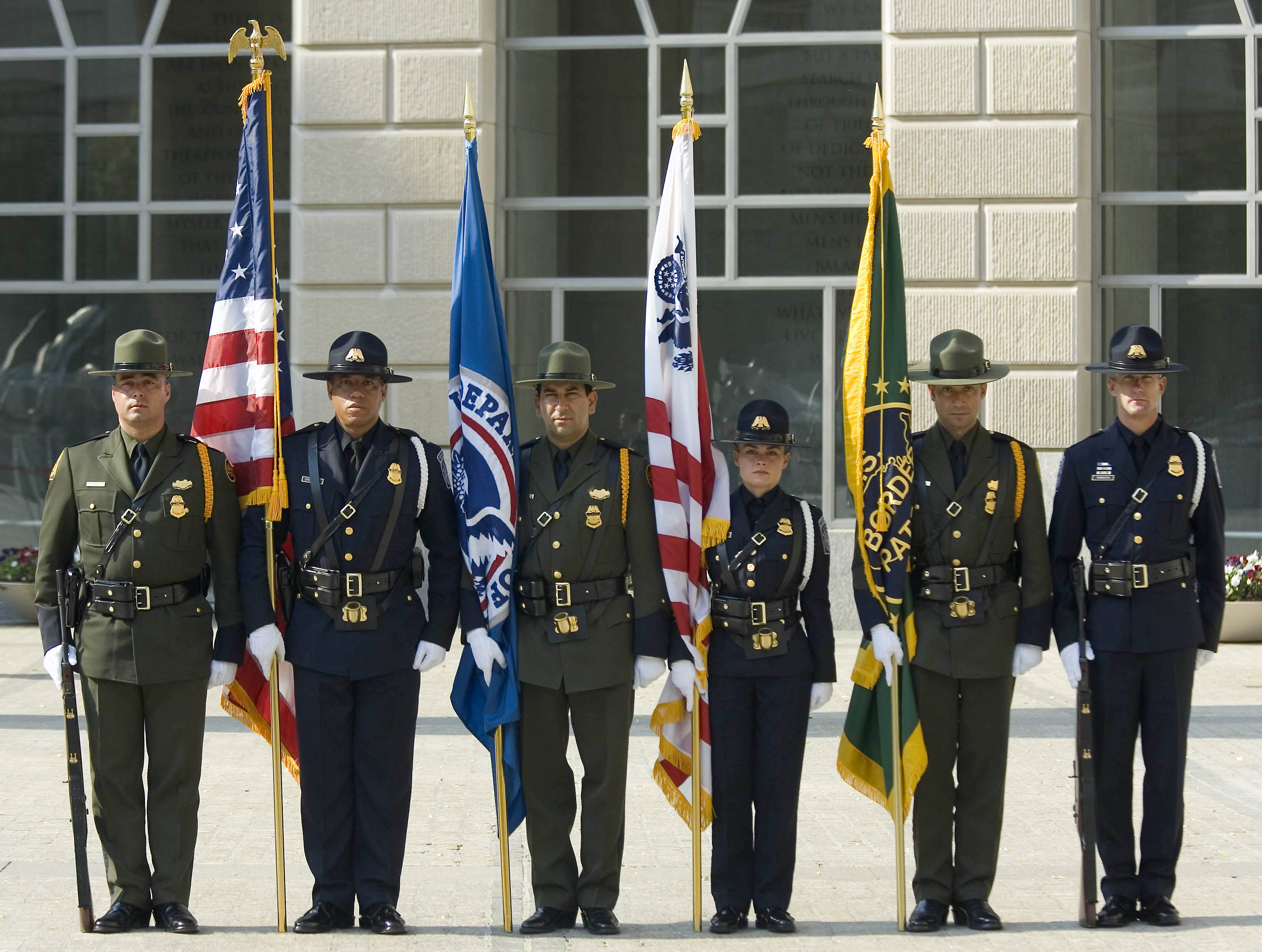
Oficiales del CBP y la Patrulla Fronteriza en un acto de ceremonia en 2007

Desde 1924, la Patrulla Fronteriza ha crecido de un puñado de agentes que patrullan áreas desoladas montados a lo largo de las fronteras estadounidenses a la fuerza actual dinámica de trabajo de más de 20.000 agentes al final del año fiscal 2009. 
Para garantizar que el personal aumente, los recursos proporcionados por el Congreso fueron desplegados en la manera más eficaz y eficiente, el Servicio de Inmigración y Naturalización a principios del año 1994 para desarrollar e implementar la agencia de la primera Estrategia Nacional de la Patrulla Fronteriza. La Patrulla Fronteriza Continúa operando un programa de reclutamiento agresivo para los nuevos agentes de la Patrulla Fronteriza en el gobierno. Todos los agentes de la Patrulla Fronteriza deben pasar 19 semanas en el entrenamiento en la Academia de la Patrulla Fronteriza, en Artesia, Nuevo México, que es un componente del Centro de Formación de la Ley Federal de Aplicación.

## Las operaciones de la Patrulla Fronteriza
La misión principal de la Patrulla Fronteriza es proteger a EE. UU. reduciendo la probabilidad y las capacidades de entrar a Estados Unidos entre los puertos de entrada. Esto se logra mediante el mantenimiento de la vigilancia, el seguimiento de pistas, en respuesta a las alarmas de sensores electrónicos y avistamientos de aeronaves, y de la interpretación y siguiendo las huellas. Algunas de las principales actividades incluyen el mantenimiento de los puestos de control de Tránsito vehicular en las carreteras que conducen desde las zonas fronterizas, realización de patrullas de la ciudad y de verificación de transporte, y las investigaciones contra el contrabando. A menudo, la frontera es una línea apenas perceptible en los desiertos deshabitados, cañones, o las montañas. 

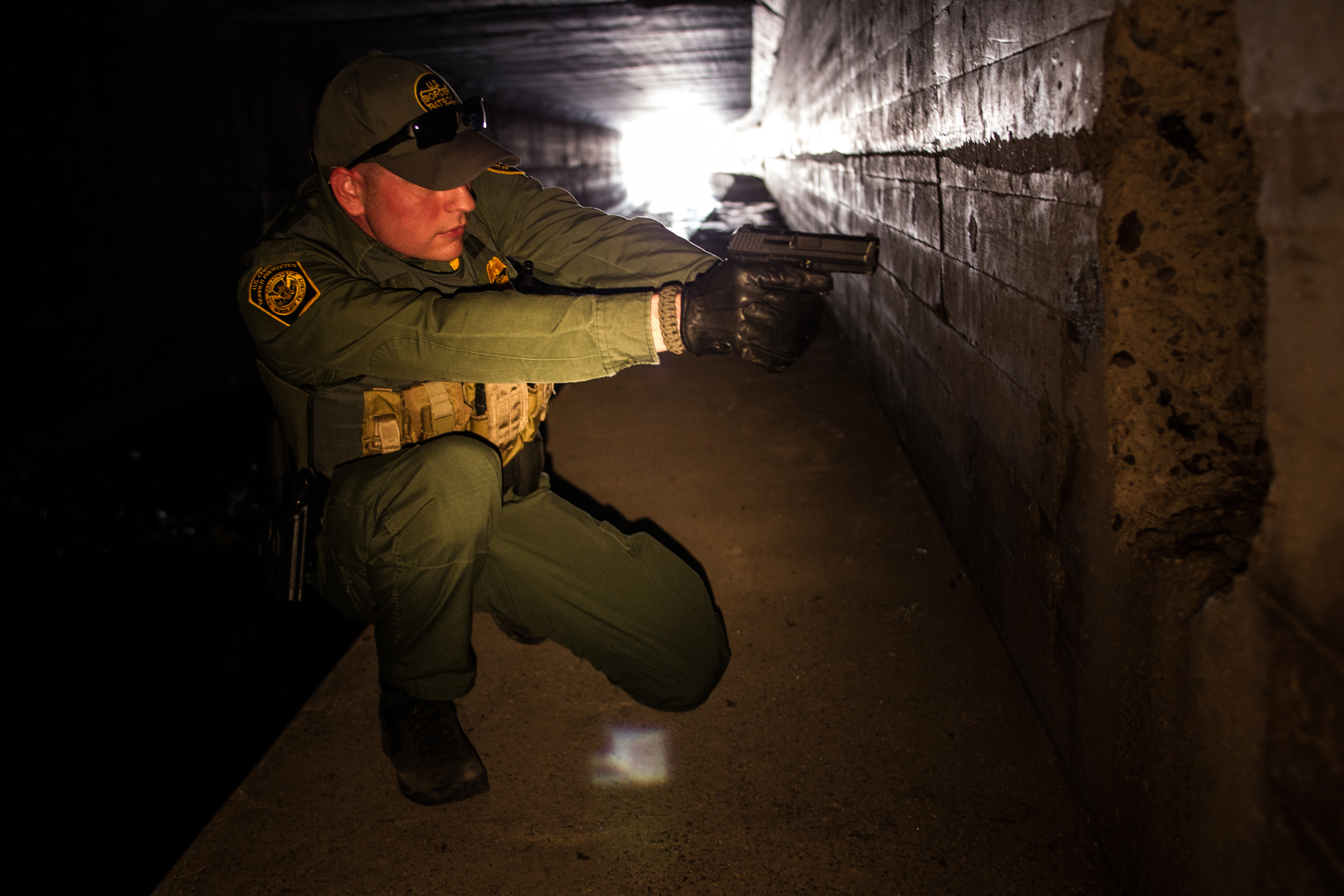
Agente de la Patrulla Fronteriza en Nogales, Arizona

- Agente de la Patrulla Fronteriza en Nogales, ArizonaLa Patrulla Fronteriza utiliza una variedad de equipos y métodos para cumplir su misión en el terreno diferente tipo. Los sensores electrónicos están colocados en lugares estratégicos a lo largo de la frontera para detectar personas o vehículos que entran al país ilegalmente. Monitores de vídeo y ámbitos de visión nocturna también se utilizan para detectar las entradas ilegales.

- Los agentes patrullan la frontera en vehículos, embarcaciones, y en marcha.

- En algunas áreas, la Patrulla Fronteriza, incluso cuenta con caballos, motocicletas todo terreno, bicicletas y motos de nieve.

### Frontera límite y rotulación
Se llevaron a cabo las operaciones de Frontera límite, estar cerca de las fronteras internacionales y las líneas de costa en las zonas de jurisdicción de la Patrulla Fronteriza para impedir la entrada ilegal y el contrabando de extranjeros en los Estados Unidos y la interceptación de los que entran ilegalmente antes de que puedan escapar de las zonas fronterizas. 
Rotulación es la detección e interpretación del terreno natural en las perturbaciones condiciones que indicaban la presencia o el paso de personas, animales o vehículos.

### Los puestos de control de tráfico
Los controles de tráfico se llevan a cabo en las carreteras principales que conducen lejos de la frontera.
- Detectar y detener a los extranjeros ilegales más arriba se intenta viajar en el interior de los Estados Unidos después de evadir la detección en la frontera.

- Para la detección de narcóticos ilegales.

### Los controles de transporte
Estas son las inspecciones del interior con plazos medios de transporte, de los que incluye autobuses, aviones comerciales de pasajeros y trenes de carga y embarcaciones marinas.

### Patrullas

#### Patrulla aérea
Desde 2005, la vigilancia aérea de la Patrulla Fronteriza dependiente del Departamento de Seguridad Nacional ha desplegado un puñado de aviones no tripulados conocidos como drones en todo el país, con base en Arizona, Florida, Dakota del Norte y Texas - con más planes para el futuro. Las operaciones fuera de Dakota del Norte comenzaron en 2011. Además la vigilancia aérea esa dotada de helicópteros Eurocopter AS350.

#### Patrulla Marina
A lo largo de los cursos de agua costeras de los Estados Unidos y Puerto Rico y las vías navegables interiores comunes a los Estados Unidos y Canadá, la Patrulla Fronteriza Lleva a cabo actividades de control fronterizo de las cubiertas de naves marinas de varios tamaños. La Patrulla Fronteriza mantiene más de 109 buques, que van desde el azul del agua a la embarcación inflable de casco de artesanía, en 16 sectores, en adiciones a los componentes de la Sede de operaciones especiales.

#### Patrulla Terrestre
- A Caballo y patrulla en bicicleta
- Unidades de vigilancia de las zonas remotas del caballo a lo largo de la frontera internacional que no son accesibles con el estándar de los vehículos todo terreno.
- Patrulla ciclista de ayudas de la ciudad en terreno agreste y se utiliza para el apoyo a la Frontera límite.

## Historia

### Creación de la Patrulla Fronteriza
La Patrulla Fronteriza nació el 28 de mayo de 1924, el Congreso estableció los negocios de la Patrulla Fronteriza de los Estados Unidos como parte de la Oficina de Inmigración, un brazo del Departamento de Trabajo. En 1925, eran sus zonas de patrullaje se expandieron para incluir más de 2.000 kilómetros de costa que se extiende por el Golfo y las costas de la Florida. Hombres rudos y listos para un trabajo peligroso - Pedidos. La Patrulla reclutó a muchos de la fuerza inicial de 450 oficiales de los Rangers de Texas y los sheriffs locales y sus suplentes, hombres que conocían la tierra y los peligros que se presentan. Personas designadas por el Servicio de Registro Civil de Empleados de Correo del ferrocarril complementaron el equipo áspero y listo. 
Inicialmente, el gobierno de los EE. UU. otorgó a los agentes de la patrulla de fronteras una placa, una pistola, y un salario anual de $ 1.680. Los reclutas amueblaban su propio caballo y la silla, pero Washington D. C., suministra la avena y heno para los caballos. Este pequeño grupo de oficiales se le dio la responsabilidad de hacer cumplir la Sección 8 de la Ley de Inmigración de 5 de febrero de 1917 (39 Stat. 874:8 USC), que equivale a prohibir el contrabando, albergue, ocultar, o para ayudar a los migrantes debidamente no admitido por una inmigración inspector o no legalmente con derecho a entrar o residir en los Estados Unidos. 

Inicialmente, los oficiales tenían nada más que sus tarjetas de identificación para distinguirlos de los demás ciudadanos. Esta situación dio a contrabandistas e inmigrantes ilegales una excusa para ignorar sus órdenes, lo que representaba un peligro real para los oficiales. En diciembre de 1924, el Congreso autorizó la compra de uniformes. La Patrulla Fronteriza se reorganizó en los trenes y abraza la tecnología. En 1932, la Patrulla Fronteriza fue puesto bajo la autoridad de los dos directores, uno a cargo de la frontera con México en El Paso, Texas, la oficina de la otra a cargo de la oficina de frontera con Canadá en Detroit, Míchigan. La patrulla Reconoció la necesidad de entrenamiento formal, y en diciembre de 1934 abrió la Academia de la Patrulla Fronteriza por primera vez en Chigas Camp en El Paso. Treinta y cuatro alumnos asistieron a clases de tiro y equitación. Terreno accidentado y la necesidad de que los caballos rápidos y silenciosos de transporte garantizados que quedarían de transporte esencial para la Patrulla Fronteriza hasta el día de hoy.

### Los años de guerra
Durante la Segunda Guerra Mundial el público norteamericano teme que los extranjeros que pudieran socavar la seguridad del país podrían tratar de ingresar a los Estados Unidos. En respuesta, la Patrulla Fronteriza agregó 712 agentes y 57 personal auxiliar, con lo que la fuerza contó con un total de 1.531 agentes. Durante la guerra, la Patrulla Fronteriza proporciona un control más estricto de la frontera, abierta campos de detención, los diplomáticos extranjeros vigilados y asistidos los EE. UU. la Guardia Costera en la búsqueda de espías enemigos. Durante la guerra fue la Patrulla Fronteriza la que comenzó a utilizar aviones con gran éxito y su uso se convirtió en parte integral de las operaciones.

### Patrulla Fronteriza Expande su Rol
Después del comienzo de la Segunda Guerra Mundial, los trabajadores agrícolas entraron en los empleos militares o que se encuentran en la industria de la guerra en expansión, la creación de una aguda escasez de trabajadores en la agricultura. La producción de alimentos es fundamental para ganar la guerra, y mano de obra extranjera es necesaria para lograrlo. Un acuerdo con México, a partir del 4 de agosto de 1942, prevé la importación de los ciudadanos mexicanos. La guerra terminó, pero la importación de mano de obra extranjera no lo hizo. En el transcurso de los próximos catorce años, la industria agrícola estadounidense importó mano de obra mexicana, algunos de Antillas Británicas, y a leñadores canadienses. Pocos en este país bajo una variedad de Capitolo. 
El número de inmigrantes ilegales que entran al país estaba creciendo a un ritmo alarmante, especialmente en California y las zonas de Valle del Río Grande a lo largo de la frontera con México. Estos grupos de ciudadanos inmigrantes alegaron que fueron responsables por el creciente índice de criminalidad violenta e imploró al Servicio de Inmigración para poner fin a su entrada. La patrulla respondió con recursos móviles - sesenta y dos unidades fronterizas canadienses fueron trasladados hacia el sur por un esfuerzo de repatriación a gran escala. En 1952, el gobierno transportó 52.000 inmigrantes ilegales de regreso al interior de México. La entrada por vía aérea, secuestro, y las drogas. Durante la década de 1950, un número significativo de inmigrantes ilegales comenzaron a entrar en los EE. UU. en aviones privados. En cooperación con otros servicios federales, la Patrulla Fronteriza comenzó a rastrear vuelos sospechosos. Durante la década de 1960, los intentos de secuestro de aviones se convirtieron en la nueva amenaza para nuestra seguridad. El presidente John F. Kennedy ordenó a los agentes de la Patrulla Fronteriza acompañar en sus vuelos nacionales para prevenir las adquisiciones por los secuestradores. En ese momento el negocio del tráfico de indocumentados, el contrabando de droga comenzó a envolver el país. La Patrulla Fronteriza comenzó a asistir a otras agencias en la interceptación de las drogas ilegales en ruta de México. Jeff Milton, un ex inspector de aduanas, era un "Line Rider" de un solo hombre, conocido como el patrullero de Inmigración Fronteriza en primer lugar.

### La Patrulla Fronteriza hoy en día

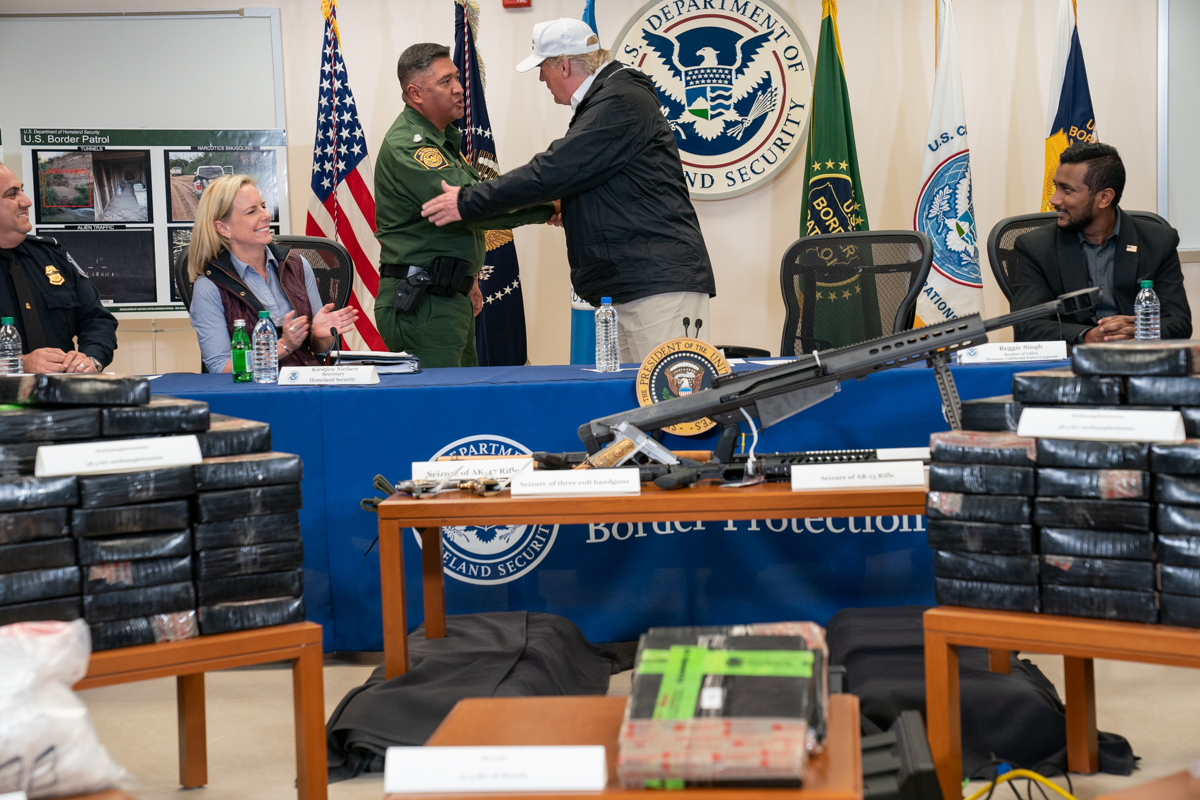
El Presidente Donald Trump junto a agentes de la Patrulla Fronteriza de los Estados Unidos quienes exhiben armas, drogas ilegales y bolsas con dinero en efectivo incautado en la frontera sur.

Los años 1980 y 1990 vio un enorme aumento de la migración ilegal a Estados Unidos. La Patrulla Fronteriza respondió con aumentos de la mano de obra y la aplicación de la tecnología moderna. Infrarrojos de visión nocturna, sensores sísmicos, y un sistema de procesamiento de computadora moderna ayudó a la Patrulla Fronteriza a localizar, aprehender y procesar los que cruzan ilegalmente a los EE. UU. En un esfuerzo por lograr un nivel de control de la frontera, la Operación Hold the Line fue fundada en 1993 en El Paso. Los agentes y se concentraron en áreas tecnológicas específicas, proporcionando una "demostración de fuerza" para disuadir los cruces ilegales. La drástica reducción de las aprehensiones de la Patrulla Fronteriza le pide que ampliar el esfuerzo de San Diego, California ", que representaron más de la mitad de las entradas ilegales. La Operación Guardián se puso en práctica en 1994, y redujo las entradas ilegales en San Diego por más del 75 por ciento en los próximos años. Peligros se enfrentan las nuevas fronteras de los EE. UU. Como parte de Aduanas y Protección Fronteriza, la Patrulla Fronteriza está tomando el desafío adicional de proteger las fronteras contra el Terrorismo. La historia ha demostrado que poco importa si la droga es el alcohol o la marihuana, los inmigrantes ilegales, chinos o mexicanos, o los terroristas, secuestradores, terroristas suicidas o, en cualquier caso, podemos contar con la Patrulla Fronteriza para protegernos de las amenazas a la seguridad y la seguridad de nuestras fronteras.